# Guissény
Guissény é uma comuna francesa na região administrativa da Bretanha, no departamento Finisterra. Estende-se por uma área de 25,34 km². Em 2010 a comuna tinha 2 046 habitantes (densidade: 80,7 hab./km²).